# Neutronenreflektor
In einem Kernreaktor ist der Neutronenreflektor das Bauteil, das Neutronen zurück in die aktive Zone reflektiert, den Kühlmittel-Bypass reduziert und als Wärme- und Strahlungsabschirmung des Reaktors dient. Dazu wird die aktive Zone von einem geeigneten  Material, z. B. Graphit, Beryllium, leichtem oder schwerem Wasser, als Neutronenreflektor umgeben. 
Im Kernreaktor bewirkt der Neutronenreflektor, dass ein Teil der Neutronen, die ohne Reflektor nach außen verloren gehen würden, in die aktive Zone zurückgestreut wird. Dadurch wird die Anzahl der stattfindenden Kernspaltungen erhöht. Ein Neutronenreflektor verringert somit die kritische Masse eines Reaktors, eine ansonsten unterkritische Masse spaltbaren Materials kann dadurch also kritisch werden. Das geschah beispielsweise beim Demon Core. Dieser war ein unterkritischer Plutonium-Kern, der bei zwei verschiedenen tödlichen Unfällen überkritisch wurde, weil der Kern für eine kurze Zeit von zu viel Reflektormaterial umgeben war.

## Kernreaktoren

Thermischer Neutronenfluss in einem unreflektierten und einem reflektierten Kernreaktor

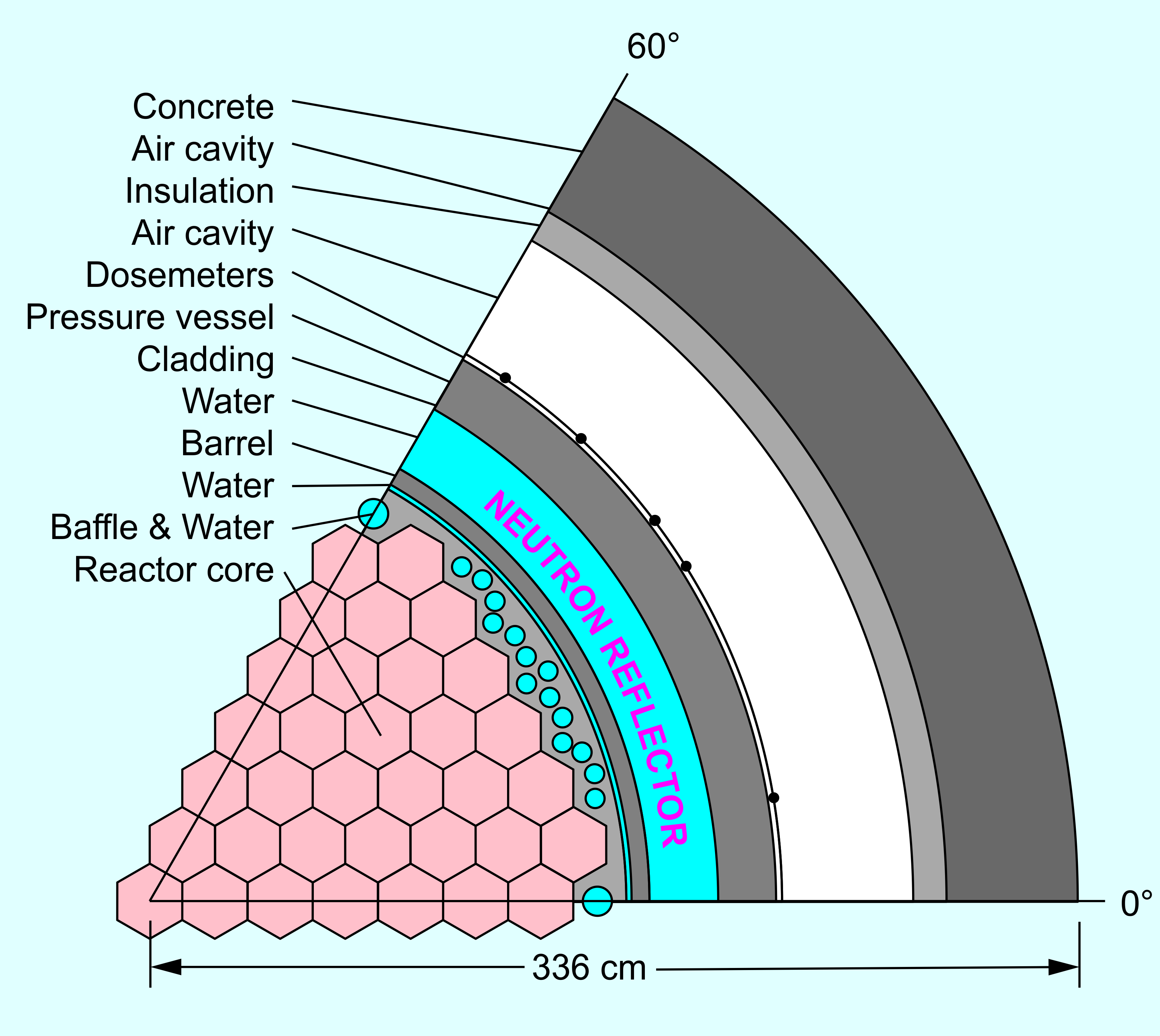
Neutronenreflektor des Reaktors vom Typ WWER-1000 (60-Grad-Symmetriesektor eines horizontalen Querschnitts, maßstabsgetreu)

Ein Neutronenreflektor ist integraler Bestandteil eines jeden Kernreaktors. Die Grafik zeigt schematisch die Abhängigkeit der für die Kritikalität wichtigsten physikalischen Größe eines Kernreaktors, des Neutronenflusses, über  der horizontalen Entfernung vom Zentrum. Die rote Kurve zeigt dabei den thermischen Neutronenfluss für einen unreflektierten Reaktor, die purpurne Kurve für einen reflektierten Reaktor mit gleichem Reaktorkern (CORE). Beim Reaktor mit Neutronenreflektor ist der thermische Neutronenfluss im Reaktorkern deutlich erhöht.
Als Maß für die Wirksamkeit eines Neutronenreflektors ist die Größe Albedo analog zur namensgleichen Größe für Licht eingeführt worden. Unter Albedo in der Reaktorphysik versteht man das Verhältnis der Anzahl der in den Reaktorkern zurückreflektierten Neutronen zu der Anzahl der in den Neutronenreflektor eintretenden Neutronen, und zwar an der Oberfläche des Reaktorkerns.
Die zweite Grafik zeigt maßstabsgetreu den horizontalen Querschnitt (Symmetriesektor von 60 Grad) eines realen Leistungsreaktors, und zwar den eines Kernreaktors vom Typ WWER-1000. Aus der Grafik ist die Lage und die Größe des Neutronenreflektors, in diesem Fall (leichtes) Wasser, ersichtlich.
In einem graphitmoderierten Uranreaktor kann die kritische Masse durch eine umgebende Graphitlage beträchtlich reduziert werden, da diese viele Neutronen zurück in den Kern reflektiert.
Ein Reflektor aus einem leichten Material wie Graphit oder Beryllium dient gleichzeitig dazu, die Bewegungsenergie der Neutronen zu reduzieren (siehe Moderator (Physik)). Schwere Materialien, wie Blei oder ein Blei-Bismut-Eutektikum, haben nur einen geringen Einfluss auf die Neutronengeschwindigkeit.

## Kernwaffen

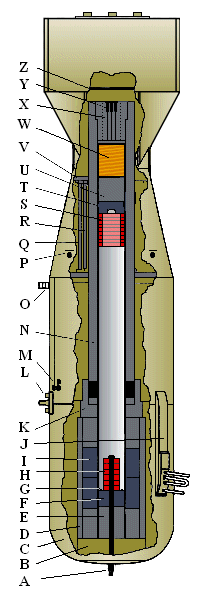
Neutronenreflektor aus Wolframcarbid (F, I, T) in Little Boy

Eine vergleichbare Hülle kann verwendet werden, um die kritische Masse einer Kernwaffe zu reduzieren. Dort hat die Hülle außerdem die Aufgabe, durch ihre Masseträgheit die Expansion des Spaltmaterials zu verzögern. Aus diesem Grund wird eine solche Hülle auch Tamper (englisch für ‚Stampfer‘) genannt. Die Waffe neigt dazu, in Stücke zu zerplatzen, wenn die Reaktion fortschreitet. Damit wird die Reaktion vorzeitig unterbrochen. Der Tamper sorgt für eine länger anhaltende, energiereichere und effizientere Explosion. Der wirkungsvollste Tamper ist derjenige mit der höchsten Dichte. Die Zugfestigkeit spielt keine Rolle, da kein Material dem Druck einer Kernexplosion standhält. Außerdem sind schwere Materialien meist auch gute Neutronen-Reflektoren. Die ersten Kernwaffen verwendeten Uran- oder Wolframcarbid-Tamper-Reflektoren.
Der Nachteil von schweren Tampern ist, dass sich das Explosions-Implosions-System vergrößert. Die erste Stufe einer modernen Kernwaffe kann einen leichten Beryllium-Reflektor verwenden. Dieser ist für Gammastrahlen transparent, wenn er ionisiert ist. Damit wird es dem ersten Energiestoß ermöglicht, den Kern schnell zu verlassen, um die Kompression durch Erhitzen der äußeren Lagen zu unterstützen.
Die Auswirkung eines Tampers auf die Effizienz ist dennoch nur gering, da der Reflexionsprozess etwas Zeit benötigt.